# Daniel Archinard
Daniel Archinard (* 8. September 1698 in Genf; † 29. Dezember 1755 in Braunschweig) war ein deutscher reformierter Pfarrer.

## Leben
Der Sohn des Schuhmachers André Archinard, der hugenottischer Flüchtling war, und seiner Frau Elisabeth (geb. Gautier) studierte vermutlich ab 1715 an der reformierten Akademie in Lausanne. 1717 wechselte er in seine Heimatstadt. In den Jahren 1721 bis 1724 studierte er Theologie an der Universität Marburg; 1724 legte er dort sein Examen ab. Am 19. November des Jahres wurde er in Hessen-Homburg ordiniert. Allerdings nahm er dort keine Pfarrstelle an; dafür hielt er von 1725 bis 1728 an der reformierten Akademie in Genf Vorlesungen. 1728 nahm Archinard schließlich eine Pfarrstelle in der französisch-reformierten Gemeinde Kopenhagen an und wirkte dort vermutlich bis zum Jahre 1732. Im nächsten Jahr wurde er Pfarrer in Schwabach; 1736 Pfarrer in den Gemeinden Leckringhausen und Wolfhagen. In Hofgeismar und Schöneberg übte er das Pfarramt von 1741 bis 1745 aus. Danach diente er der reformierten Gemeinde in Braunschweig, wo er bis zu seinem Tod blieb. Der Nachwelt bleibt Daniel Archinard als herausragender Prediger bekannt.

## Werke
- L’Exellence du ministère evangelique, au sermon inaugural (Matth. 5, 14-16). Destiné pour le jour d’installation dans la charge de pasteur de l’eglise francoise de Hofgeismar. Cassel 1742.
- Les voeux ardens du pasteur evangelique a son troupeau ou sermon d'entree sur les paroles de St. Paul. Keitel, Brunswick 1744, OCLC 257500029.